# One Night in Bangkok (álbum)
One Night in Bangkok es el segundo álbum en vivo de la banda de thrash metal, Sodom. Registradas en Bangkok, Tailandia.

## Lista de temas

### Primer disco
- 1. "Among the Weirdcong" – 5:03
- 2. "The Vice of Killing" – 4:22
- 3. "Der Wachturm" – 3:04
- 4. "The Saw Is the Law" – 3:36
- 5. "Blasphemer" – 2:46
- 6. "Sodomized" – 2:56
- 7. "Remember the Fallen" – 4:17
- 8. "I Am the War" – 4:12
- 9. "Eat Me!" – 2:54
- 10. "Masquerade in Blood" – 2:53
- 11. "M-16" – 4:31
- 12. "Agent Orange" – 5:43
- 13. "Outbreak of Evil" – 3:34

### Segundo disco
- 1. "Sodomy & Lust" – 5:34
- 2. "Napalm in the Morning" – 6:18
- 3. "Fuck the Police" – 3:21
- 4 ."Tombstone" – 4:10
- 5. "Witching Metal" – 2:51
- 6. "The Enemy Inside" – 4:36
- 7. "Die Stumme Ursel" – 2:52
- 8. "Ausgebombt" – 4:38
- 9. "Code Red" – 4:09
- 10. "Ace of Spades" (Motörhead cover) – 2:46
- 11. "Stalinhagel" – 8:00

- "Stalinhagel" es una combinación de los temas "Bombenhagel" y "Stalinorgel".

"The Enemy Inside" es una nueva pista.

## Créditos
- Tom Angelripper - Voz, bajo
- Bernemann - Guitarra
- Bobby Schottkowski - Batería

- Datos: Q2269978